# Irvin Kershner
Irvin Kershner (született Isadore Kershner) (Philadelphia, 1923. április 29. – Los Angeles, 2010. november 27.) amerikai filmrendező, filmproducer és operatőr.
Legismertebb rendezései közt található a Star Wars V. rész – A Birodalom visszavág (1980), a Soha ne mondd, hogy soha (1983) című James Bond-film, valamint a Robotzsaru 2. (1990).

## Magánélete és halála
Kétszer nősült, mindkét házassága válással végződött. Két fia született, David és Dana.
2010. november 27-én, 87 évesen hunyt el Los Angeles-i otthonában. Halálát tüdőrák okozta, mellyel három és fél éven át küzdött.

## Filmográfia

### Filmrendezései

#### Rövidfilm
| Év   | Cím                        | Feladatkör | Feladatkör | Feladatkör |
| Év   | Cím                        | Rendező    | Operatőr   | Vágó       |
| ---- | -------------------------- | ---------- | ---------- | ---------- |
| 1950 | Malaria                    | Igen       | Igen       | Igen       |
| 1950 | Locust Plague              | Igen       | Igen       | Igen       |
| 1950 | Childbirth                 | Igen       | Igen       | Igen       |
| 1953 | The Road of a Hundred Days | Nem        | Igen       | Nem        |

#### Nagyjátékfilm
| Év   | Magyar cím                                | Eredeti cím                      | Feladatkör | Feladatkör |
| Év   | Magyar cím                                | Eredeti cím                      | Rendező    | Producer   |
| ---- | ----------------------------------------- | -------------------------------- | ---------- | ---------- |
| 1958 |                                           | Stakeout on Dope Street          | Igen       | Nem        |
| 1959 |                                           | The Young Captives               | Igen       | Nem        |
| 1961 |                                           | The Hoodlum Priest               | Igen       | Nem        |
| 1963 |                                           | Face in the Rain                 | Igen       | Nem        |
| 1964 |                                           | The Luck of Ginger Coffey        | Igen       | Nem        |
| 1966 |                                           | A Fine Madness                   | Igen       | Nem        |
| 1967 | Elég gazember                             | The Flim-Flam Man                | Igen       | Nem        |
| 1970 |                                           | Loving                           | Igen       | Nem        |
| 1972 | Enyém, tied, miénk                        | Up the Sandbox                   | Igen       | Nem        |
| 1974 | Kémek                                     | S*P*Y*S                          | Igen       | Nem        |
| 1976 | Shunkawakan visszatér                     | The Return of a Man Called Horse | Igen       | Nem        |
| 1978 | Laura Mars szemei                         | Eyes of Laura Mars               | Igen       | Nem        |
| 1980 | Star Wars V. rész – A Birodalom visszavág | The Empire Strikes Back          | Igen       | Nem        |
| 1983 | Soha ne mondd, hogy soha                  | Never Say Never Again            | Igen       | Nem        |
| 1988 |                                           | Wildfire                         | Nem        | Vezető     |
| 1990 | Robotzsaru 2.                             | RoboCop 2                        | Igen       | Nem        |
| 1997 | Fej vagy írás                             | American Perfekt                 | Nem        | Igen       |
| 2010 | Mutánsok szigete                          | The Lost Tribe                   | Nem        | Vezető     |

#### Televízió
| Év        | Cím                                  | Megjegyzések |
| --------- | ------------------------------------ | ------------ |
| 1953–1958 | Confidential File                    | 11 epizód    |
| 1959      | Now Is Tomorrow                      | tévéfilm     |
| 1959–1961 | The Rebel                            | 35 epizód    |
| 1961      | Cain's Hundred                       | 1 epizód     |
| 1961      | Ben Casey                            | 1 epizód     |
| 1962–1963 | Naked City                           | 2 epizód     |
| 1963      | Kraft Suspense Theatre               | 1 epizód     |
| 1977      | Támadás Entebbénél (Raid on Entebbe) | tévéfilm     |
| 1986      | Amazing Stories                      | tévéfilm     |
| 1989      | Traveling Man                        | tévéfilm     |
| 1993      | SeaQuest DSV – A mélység birodalma   | 1 epizód     |

### Színészként
| Év   | Magyar cím                   | Eredeti cím                   | Szerep                 | Megjegyzések                 | Rendező              |
| ---- | ---------------------------- | ----------------------------- | ---------------------- | ---------------------------- | -------------------- |
| 1988 | Krisztus utolsó megkísértése | The Last Temptation of Christ | Zebedeus               | magyar hangja Kun Vilmos     | Martin Scorsese      |
| 1990 | Robotzsaru 2.                | RoboCop 2                     | Gerber                 | stáblistán nincs feltüntetve | önmaga               |
| 1994 | Lángoló jég                  | On Deadly Ground              | Walters                |                              | Steven Seagal        |
| 1995 | Kerek világ                  | Angus                         | Mr. Stoff              |                              | Patrick Read Johnson |
| 2003 |                              | Manhood                       | úriember               |                              | Bobby Roth           |
| 2005 | Egyetemi évek                | Berkeley                      | statisztika professzor |                              | Bobby Roth           |

## Díjak és jelölések
2010-ben Szaturnusz-életműdíjjal tüntették ki.
The Hoodlum Priest (1961)
- jelölés – Arany Pálma

Támadás Entebbénél (1977)
- jelölés – Primetime Emmy-díj a legjobb rendezőnek (minisorozat, antológiasorozat vagy tévéfilm)

Star Wars V. rész – A Birodalom visszavág (1980)
- díj – Szaturnusz-díj a legjobb rendezőnek
- díj – Hugo-díj a legjobb drámai előadásnak